# Région métropolitaine de Salvador
La région métropolitaine de Salvador (Região Metropolitana de Salvador en portugais) fut créée en 1973, au Brésil. Elle regroupe 10 municípios regroupées autour de Salvador.
La région métropolitaine s'étend sur 2 340 km2 pour une population totale de 3 408 273 habitants en 2006.

## Liste des municipalités
| Région métropolitaine  | Région métropolitaine | Région métropolitaine |
| Ville                  | Population (hab.)     | Superficie (km²)      |
| ---------------------- | --------------------- | --------------------- |
| Salvador               | 2 714 119             | 707                   |
| Camaçari               | 196 798               | 760                   |
| Lauro de Freitas       | 145 831               | 60                    |
| Simões Filho           | 109 775               | 192                   |
| Candeias               | 83 231                | 264                   |
| Dias d'Ávila           | 55 596                | 208                   |
| Vera Cruz              | 35 303                | 253                   |
| São Francisco do Conde | 30 690                | 267                   |
| Itaparica              | 21 782                | 116                   |
| Madre de Deus          | 14 117                | 11                    |
| Total                  | 3 407 242             | 2 838                 |